# Feleac, Bistrița-Năsăud
Feleac, mai demult Feleacul-săsesc, Sas-Feleac  (în dialectul săsesc Falk, în germană Falk, Felk, Fellach, în maghiară Fellak, Szászfellak) este un sat în comuna Nușeni din județul Bistrița-Năsăud, Transilvania, România.

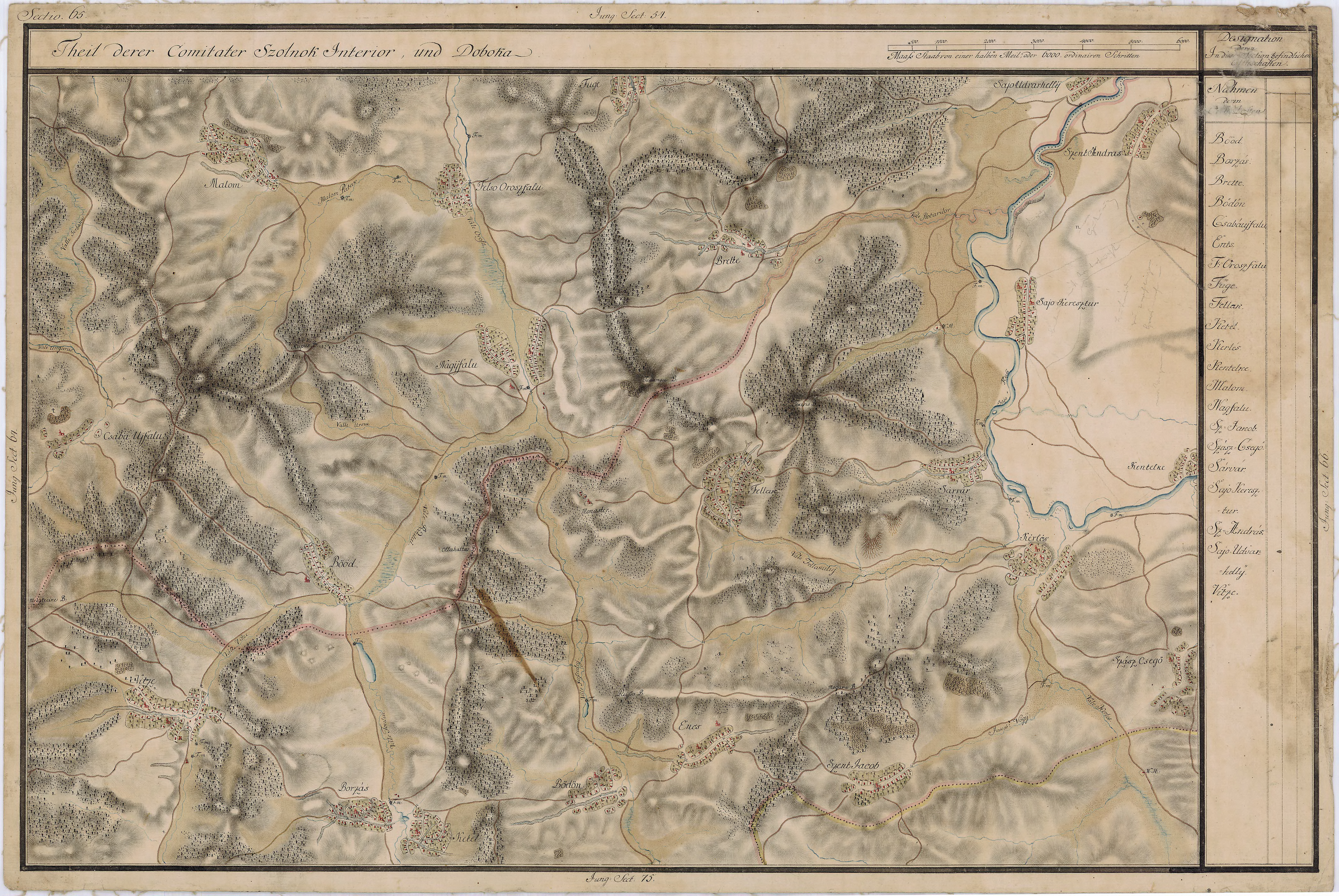
Feleac pe Harta Iosefină a Transilvaniei, 1769-1773

## Vechea mănăstire
Mănăstirea e amintită în conscripția episcopului Atanasie Rednic din 1765. Avea o vie, o pădurice și 6 stupi, care, toate, erau averea parohului comunei.